# Mavrinci
Mavrinci – wieś w Chorwacji, w żupanii primorsko-gorskiej, w gminie Čavle. W 2011 roku liczyła 1021 mieszkańców.